# Божидар Кацаров
Божидар Иванов Кацаров (роден на 30 декември 1993 г.) е български футболист, който играе на поста дефанзивен полузащитник. Състезател на Крумовград.

## Кариера
На 7 януари 2020 г. Кацаров е обявен за ново попълнение на Етър. Прави своя дебют на 16 февруари при загубата с 2:0 като гост на Берое.

### Локомотив София
На 9 юли 2021 г. Божидар подписва със софийския Локомотив. Дебютира на 23 юли при загубата с 1:0 като гост на Берое.

### Крумовград
На 20 юни 2023 г. Кацаров става част от отбора на Крумовград. Записва своя дебют за тима на 14 юли при победата с 3:1 като домакин на Лудогорец, като в същия мач отбелязва и дебютния си гол.

## Успехи
Царско село
- Втора лига (1): 2018/19